# Zozuli, Zolociv
Zozuli (în ucraineană Зозулі) este un sat în comuna Ielîhovîci din raionul Zolociv, regiunea Liov, Ucraina.

## Demografie
Componența lingvistică a localității Zozuli
     Ucraineană (99,84%)
     Alte limbi (0,16%)
Conform recensământului din 2001, majoritatea populației localității Zozuli era vorbitoare de ucraineană (99,84%), existând în minoritate și vorbitori de alte limbi.